# Mopan (volk)
De Mopan zijn een Mayavolk woonachtig in Belize en Guatemala. Er zijn ongeveer 7000 Mopan in Belize en 2500 in Guatemala.
De Mopan werden pas laat door Europeanen onderworpen, zij wisten lange tijd succesvol in een verbond met de Itza's de conquistadores van het lijf te houden. De Mopan woonden aanvankelijk alleen in het Bekken van Petén in Guatemala, maar een groot deel van hen vluchtte in de 19e eeuw naar Belize om de onderdrukking en uitbuiting in Guatemala te ontvluchten.
De meeste Mopan leven in kleine familieverbanden en bedrijven de landbouw.
Achi · Acateken · Aguacateken · Chuj · Garifuna · Ch'orti' · Itza · Ixil · Jacalteken · K'iche' · Kaqchikel · Lacandón · Mam · Mopan · Poqomam · Poqomchi' · Q'anjob'al · Q'eqchi' · Sacapulteken · Sipakapense · Tectiteken · Tz'utujil · Uspanteken · Xinka